# شون رينولدز
المارشال الجوي شون كيث بول رينولدز (بالإنجليزية: Sean Keith Paul Reynolds)‏ ضابط في سلاح الجو الملكي الذي يشغل منصب نائب القائد (الموظفين) في قيادة سلاح الجو الملكي.

## المسيرة العسكرية
عين رينولدز في سلاح الجو الملكي في 8 يونيو 1984. حصل على الصليب الطائر المتميز لبعثة شينوك الشجاعة خلال حرب الخليج الثانية. أصبح قائد المحطة في أوديهام في سبتمبر 2005. تولى منصب مدير المالية والعسكرية في أبريل 2009 وتولى منصب مدير إدارة الاستراتيجية بوزارة الدفاع في مارس 2011 والقائد الجوي للمجموعة الثانية في يناير 2013. عين نائبا للقائد (الموظفين) في قيادة سلاح الجو الملكي البريطاني في مايو 2016.